# James Connolly (olympier)

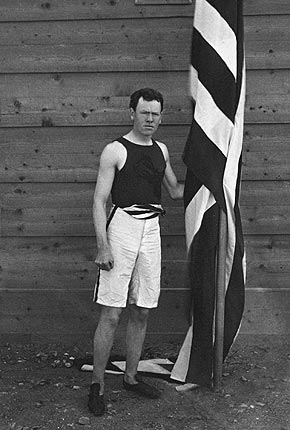
Connolly vid olympiska sommarspelen 1896 i Aten.

James Brendan Bennet Connolly (iriska: Séamas Breandán Ó Conghaile), född den 28 oktober 1868 i Boston i Massachusetts, död den 20 januari 1957 i Brookline i Massachusetts, var en amerikansk friidrottare som tävlade i alla hoppgrenar utom stavhopp. Han blev senare författare.
Connolly vann guld i tresteg vid olympiska sommarspelen 1896 i Aten. Eftersom detta var den första grenen som avgjordes under de första moderna olympiska spelen blev han den första olympiska mästaren på över 1 500 år. Han tog även OS-medalj i höjdhopp och längdhopp.

## Uppväxt
Connolly växte upp i södra Boston som barn till fattiga irländska immigranter från Aranöarna. Han var den sjätte sonen av tio. Som ung utövade han flera olika sporter. Han avbröt sin skolgång tidigt, men fick senare ett stipendium för att studera vid Harvard University.

## Karriär
Det var när Connolly studerade vid Harvard som han fick höra talas om OS 1896 i Aten. Han bad om att få ledigt för att resa till Europa, utan att nämna OS, men fick avslag av ledningen vid Harvard. Han hoppade då av universitetet och åkte i alla fall.
Väl i Aten visade det sig att trestegstävlingen, Connollys starkaste gren, gick samma dag som spelen invigdes, den 6 april, och var den första grenen som avgjordes. Det förekom inget kval utan det var final direkt. Connolly hoppade sist av de tävlande och inför sitt första hopp gick han fram till sandgropen och kastade sin keps på marken en knapp meter längre fram än det bästa hoppet dittills. Därefter hoppade han och landade förbi kepsen. Han krossade allt motstånd och vann på 13,71 meter, mer än en meter före tvåan Alexandre Tuffèri, som representerade Frankrike. Connolly blev därmed den första olympiska mästaren i de moderna olympiska spelen.
Dagen efter tog Connolly brons i längdhopp efter landsmännen Ellery Clark och Robert Garrett. Det råder viss oklarhet angående hur långt han hoppade; på Internationella olympiska kommitténs webbplats anges inga längder, medan Olympedia anger 5,84 meter och åtminstone en annan källa anger 6,11 meter.
Efter ytterligare tre dagar avgjordes höjdhoppstävlingen, där Connolly delade silvret med Garrett på 1,65 meter. Clark vann även denna gren, på 1,81 meter.
Fyra år senare försökte Connolly att försvara OS-guldet i tresteg, vid OS 1900 i Paris. Han hoppade längre än 1896, 13,97 meter, men fick ändå nöja sig med silvermedaljen efter landsmannen Meyer Prinstein, som hoppade en halvmeter längre.
Därefter dröjde det till OS 1906 i Aten, som numera inte erkänns som olympiska spel av Internationella olympiska kommittén, innan Connolly tävlade internationellt igen. Han deltog i längdhopp, där han inte fick till något godkänt hopp, och i tresteg, där han inte heller fick till något godkänt hopp.
2012 blev Connolly invald i US Olympic Hall of Fame.

## Yrkesliv
Connolly deltog i spansk-amerikanska kriget 1898 och hans upplevelser publicerades av The Boston Globe. Senare rapporterade han från OS 1904 i St. Louis. Han var också krigskorrespondent under första världskriget för bland annat Harper's Magazine och Collier's. Med tiden blev han en framgångsrik författare. Hans berättelser handlade om livet till sjöss och om fiske.
Connolly tjänstgjorde i USA:s flotta i två år.
Connolly försökte 1912 att bli invald i USA:s kongress som företrädare för det Progressiva partiet, men misslyckades.
1944 gavs Connollys självbiografi Sea-borne: Thirty years avoyaging ut.
Connolly erbjöds en titel som hedersdoktor vid Harvard, men tackade nej.

## Privatliv
Connolly var gift och hade en dotter, Brenda.

## Personliga rekord
- Tresteg – 13,97 meter (16 juli 1900 i Paris)
- Längdhopp – 5,84 meter eller 6,11 meter (7 april 1896 i Aten)
- Höjdhopp – 1,65 meter (10 april 1896 i Aten)